# 中国舱内航天服

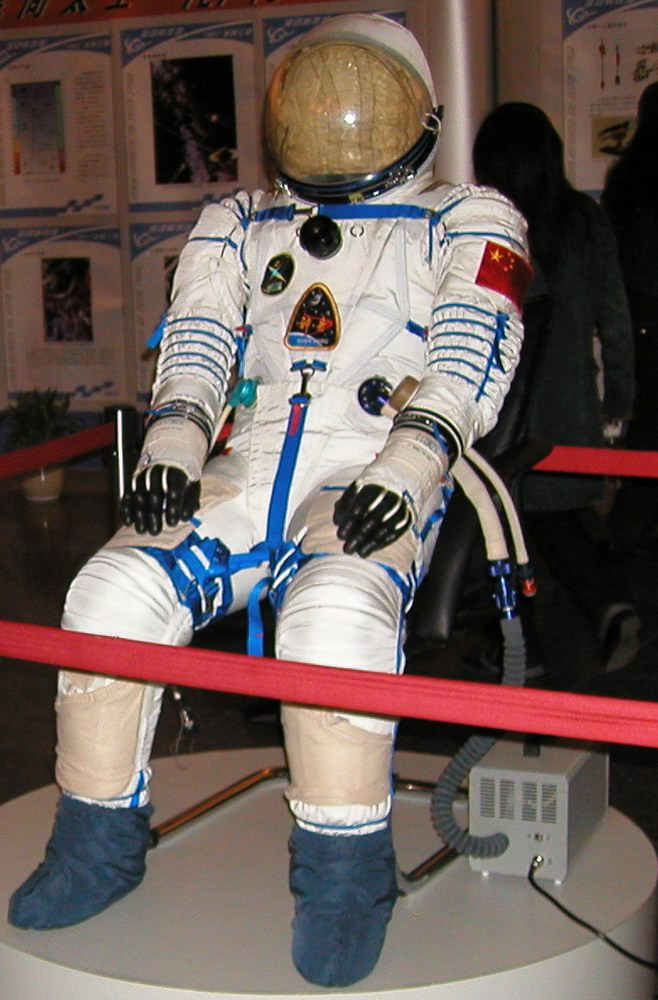
神舟五号任务中所使用的舱内航天服

中国舱内航天服，一般通称为“舱内航天服”，是中华人民共和国基于苏联与俄罗斯所使用的猎鹰航天服而设计生产的一型舱内航天服。该型舱内航天服在神舟五号任务中被首次使用，自神舟六号任务起不断改进并沿用至今。其内部设有可与外部的便携通风装置、座椅以及飞船的舱内电源相连通的管道脐带，在紧急情况下可保障航天服内的气温、气压及供氧。